# Zach LaVine
Zachary Thomas LaVine (Renton, Washington, 1995. március 10. –) amerikai kosárlabdázó, a National Basketball Associationben (NBA) szereplő Sacramento Kings csapatában játszik. A 2014-es NBA-draft első körében választotta ki a Minnesota Timberwolves. A zsákolóverseny kétszeres bajnoka, kétszeres NBA All Star. Aranyérmet nyert a 2020-as tokiói olimpián.

## Statisztikák
A Basketball Reference adatai alapján.

### Egyetem
| Év      | Csapat | JM | KM | JP/M | MG%  | 3P%  | BD%  | LP/M | GP/M | L/M | B/M | P/M |
| ------- | ------ | -- | -- | ---- | ---- | ---- | ---- | ---- | ---- | --- | --- | --- |
| 2013–14 | UCLA   | 37 | 1  | 24,4 | .441 | .375 | .691 | 2,5  | 1,8  | 0,9 | 0,2 | 9,4 |

### NBA

#### Alapszakasz
| Év        | Csapat                 | JM  | KM  | JP/M | MG%  | 3P%  | BD%  | LP/M | GP/M | L/M | B/M | P/M  |
| --------- | ---------------------- | --- | --- | ---- | ---- | ---- | ---- | ---- | ---- | --- | --- | ---- |
| 2014–2015 | Minnesota Timberwolves | 77  | 40  | 24,7 | .422 | .341 | .842 | 2,8  | 3,6  | 0,7 | 0,1 | 10,1 |
| 2015–2016 | Minnesota Timberwolves | 82* | 33  | 28,0 | .452 | .389 | .793 | 2,8  | 3,1  | 0,8 | 0,2 | 14,0 |
| 2016–2017 | Minnesota Timberwolves | 47  | 47  | 37,2 | .459 | .387 | .836 | 3,4  | 3,0  | 0,9 | 0,2 | 18,9 |
| 2017–2018 | Chicago Bulls          | 24  | 24  | 27,3 | .383 | .341 | .813 | 3,9  | 3,0  | 1,0 | 0,4 | 23,7 |
| 2018–2019 | Chicago Bulls          | 63  | 62  | 34,5 | .467 | .374 | .832 | 4,7  | 4,5  | 1,0 | 0,4 | 23,7 |
| 2019–2020 | Chicago Bulls          | 60  | 60  | 34,8 | .450 | .380 | .802 | 4,8  | 4,2  | 1,5 | 0,5 | 25,5 |
| 2020–2021 | Chicago Bulls          | 58  | 58  | 35,1 | .507 | .419 | .849 | 5,0  | 4,9  | 0,8 | 0,5 | 27,4 |
| 2021–2022 | Chicago Bulls          | 67  | 67  | 34,7 | .476 | .389 | .853 | 4,6  | 4,5  | 0,6 | 0,3 | 24,4 |
| 2022–2023 | Chicago Bulls          | 77  | 77  | 35,9 | .485 | .375 | .848 | 4,5  | 4,2  | 0,9 | 0,2 | 24,8 |
| 2023–2024 | Chicago Bulls          | 25  | 23  | 34,9 | .452 | .349 | .854 | 5,2  | 3,9  | 0,8 | 0,3 | 19,5 |
| Karrier   | Karrier                | 622 | 533 | 32,6 | .468 | .387 | .831 | 4,1  | 4,0  | 0,9 | 0,3 | 20,7 |
| All Star  | All Star               | 2   | 0   | 19,5 | .588 | .400 | .500 | 3,5  | 3,0  | 1,5 | 0,0 | 12,5 |

#### Play-in
| Év      | Csapat           | JM | KM | JP/M | MG%  | 3P%  | BD%  | LP/M | GP/M | L/M | B/M | P/M  |
| ------- | ---------------- | -- | -- | ---- | ---- | ---- | ---- | ---- | ---- | --- | --- | ---- |
| 2023    | Chicago Bulls    | 2  | 2  | 40,7 | .419 | .154 | .800 | 5,0  | 2,5  | 2,0 | 0,0 | 27,0 |
| 2025    | Sacramento Kings | 1  | 1  | 44,1 | .421 | .400 | –    | 2,0  | 9,0  | 0,0 | 0,0 | 20,0 |
| Karrier | Karrier          | 3  | 3  | 41,8 | .419 | .261 | .800 | 4,3  | 4,7  | 0,7 | 0,0 | 24,7 |

#### Rájátszás
| Év      | Csapat        | JM | KM | JP/M | MG%  | 3P%  | BD%  | LP/M | GP/M | L/M | B/M | P/M  |
| ------- | ------------- | -- | -- | ---- | ---- | ---- | ---- | ---- | ---- | --- | --- | ---- |
| 2023    | Chicago Bulls | 4  | 4  | 38,3 | .429 | .375 | .933 | 5,3  | 6,0  | 0,8 | 0,3 | 19,3 |
| Karrier | Karrier       | 4  | 4  | 38,3 | .429 | .375 | .933 | 5,3  | 6,0  | 0,8 | 0,3 | 19,3 |